# Czamowie
Czamowie (wiet. người Chăm) – naród zamieszkujący Czampę (państwo historyczne istniejące od II do XIX wieku na terenie obecnego Wietnamu), obecnie mniejszość etniczna zamieszkująca w Wietnamie (133 tys.), Kambodży (317 tys.), Malezji (10 tys.) i Tajlandii (4 tys.). Kilka tysięcy Czamów jest także rozproszone po świecie, głównie w USA i Francji. Posługują się językiem czamskim, należącym do grupy malajsko-polinezyjskiej.
Czamowie pochodzą od grup austronezyjskich żeglarzy osiedlających się na wybrzeżu indochińskim w drugiej połowie I tysiąclecia p.n.e. i są blisko spokrewnieni z Malajami. Państwo Czamów było mocno zhinduizowane, a religią dominującą był hinduizm. W XVI i XVII w., po zajęciu większości terytorium Czampy przez Wietnamczyków, Czamowie ulegli islamizacji. Obecnie można wyróżnić dwie odrębne grupy Czamów: Czamowie Bani – wyznający specyficzną dla nich odmianę islamu, oraz Czamowie Balamon (od sanskryckiego Brāhman) – wyznający hinduizm. Istnieją również niewielkie grupy Czamów wyznające buddyzm mahajana.
Na terenach pozostałych po państwie Czamów zamieszkują również blisko z nimi spokrewnione grupy etniczne Gia Rai, E De, Raglai i Chu Ru.